# Selca kod Bogomolja
Selca kod Bogomolja – wieś w Chorwacji, w żupanii splicko-dalmatyńskiej, w gminie Sućuraj. W 2011 roku liczyła 6 mieszkańców.